# Gabe Pruitt
Pour les articles homonymes, voir Pruitt.
Gabriel Michael Pruitt, né le 19 avril 1986 à Los Angeles en Californie, couramment appelé Gabe Pruitt, est un basketteur professionnel américain.

## Biographie

### Carrière universitaire
Gabe Pruitt rejoint la Westchester High School à Los Angeles qu'il quitte en 2004 lors de son année senior avec une moyenne de 22 points par match. Il rejoint ensuite les Trojans de l'université de Southern California. En 2007, il se déclare éligible à la draft.

### Carrière professionnelle
Il est sélectionné au second tour (32e position) par les Celtics de Boston mais joue très peu lors de sa première saison, barré par les meneurs Rajon Rondo, Eddie House et Sam Cassell. Il évolue en parallèle en D-League avec l'équipe des Utah Flash. Il remporte néanmoins le titre NBA en 2008. L'année suivante, il joue une moyenne de 8 minutes par rencontre mais est congédié le 31 juillet 2009. Il continue sa carrière en D-League, successivement avec les Utah Flash, les Los Angeles D-Fenders et les Sioux Falls Skyforce. Il réessaie à plusieurs tentatives de réintégrer la NBA, en 2009 avec les Knicks de New York et en 2011 avec le Magic d'Orlando mais ne convainc pas à l'issue des camps d'entrainement.

## Palmarès
- Champion NBA en 2008 avec les Celtics de Boston